# Australerythrops paradicei
Australerythrops paradicei is een aasgarnalensoort uit de familie van de Mysidae. De wetenschappelijke naam van de soort is voor het eerst geldig gepubliceerd in 1928 door W. Tattersall.